# Taywara (distrikt)
Taywara är ett distrikt i Afghanistan. Det ligger i provinsen Ghor, i den centrala delen av landet, 500 kilometer väster om huvudstaden Kabul. Administrativ huvudort är Taywara.
Distriktet beräknades år 2022 ha cirka 107 000 invånare.